# Griposi
Con il termine griposi si fa riferimento a una patologia caratterizzata da incurvamento del pene durante l'erezione. Tale incurvamento, di entità variabile, può essere dorsale (verso l'alto), ventrale (verso il basso), laterale (verso destra o sinistra) o complesso (verso più direzioni).

## Eziologia e patogenesi
Si distinguono due forme di griposi: primitiva o congenita e secondaria o acquisita. Mentre nella forma secondaria l'incurvamento penieno è dovuto a esiti traumatici o alla induratio penis plastica (nota anche come malattia di La Peyronie), che di solito si manifesta fra i 45 e i 60 anni, la forma primaria è sempre connessa a un'anomalia dello sviluppo delle componenti anatomiche che costituiscono il pene e pertanto si manifesta durante le prime erezioni nel bambino. Benché l'alterazione più frequentemente alla base della griposi sia lo sviluppo alterato della tonaca albuginea, possono venire riscontrate alcune altre anomalie che in base alla classificazione di Devine-Horton vengono distinte in:
- Tipo 1: Mancato sviluppo della fascia del Buck, del Dartos e del corpo spongioso.
- Tipo 2: Corpo spongioso e uretra nella norma. Alterazioni della fascia del Buck e del Dartos.
- Tipo 3: Alterazione del solo Dartos.
- Tipo 4: Corpi cavernosi asimmetrici.
- Tipo 5: Anomalie dello sviluppo dell'uretra, come l'uretra corta congenita.

Meno frequentemente, la curvatura del pene può essere associata alla presenza di esiti fibrotici di ipospadia o epispadia; in questo caso si parla di corda penis.

## Profilo clinico
Il quadro clinico è caratterizzato da dolore a uno o entrambi i partner durante il rapporto sessuale. Nei casi di curvatura più gravi vi può essere impossibilità di penetrazione. Tali alterazioni possono  essere inoltre alla base di disturbi psicologici.

## Profilo diagnostico
La diagnosi viene confermata dall'esame obiettivo (o dal dato fotografico) e non sono necessari ulteriori esami di accertamento.

## Terapia
La terapia si basa esclusivamente sull'approccio chirurgico nei soggetti con disturbi di penetrazione o con curvature superiori ai 25°-30°. L'operazione più frequente è la plicatura o escissione di segmenti di tonaca albuginea sul lato convesso della curvatura (corporoplastica secondo Nesbit). Nei casi associati a induratio penis plastica la tecnica è più complessa e occorre eseguire uno scuoiamento completo del pene per correggere la curvatura.